# كيلسو (واشنطن)
كيلسو (بالإنجليزية: Kelso)‏ هي إحدى مدن ولاية واشنطن في الولايات المتحدة الأمريكية.

## التركيبة السكانية
قام مكتب تعداد الولايات المتحدة بتحديد بيانات التركيبة السكانية لكيلسو في تعداد الولايات المتحدة. في ما يلي، التركيبة السكانية حسب تعدادي 2000 و2010.

### تعداد عام 2000
بلغ عدد سكان كيلسو 11,895 نسمة بحسب تعداد عام 2000، وبلغ عدد الأسر 4,616 أسرة وعدد العائلات 2,991 عائلة مقيمة في المدينة. في حين سجلت الكثافة السكانية 1,471.6 نسمة لكل ميل مربع (568.2/كم2). وبلغ عدد الوحدات السكنية 5,067 وحدة بمتوسط كثافة قدره 626.9 نسمة لكل ميل مربع (242.0/كم2).
وتوزع التركيب العرقي للمدينة بنسبة 90.14% من البيض و 2.05% من الأمريكيين الأصليين و 0.94% من الأمريكيين ذوي الأصول الآسيوية و 0.21% من سكان جزر المحيط الهادئ و 0.82% من الأمريكيين الأفارقة و 3.12% من الأعراق الأخرى و 2.72% من عرقين مختلطين أو أكثر. فيما شكل الهسبانيون أو اللاتينيون من أي عرق نسبة 6.93% من السكان.
بلغ عدد الأسر 4,616 أسرة كانت نسبة 33.6% منها لديها أطفال تحت سن الثامنة عشر تعيش معهم، وبلغت نسبة الأزواج القاطنين مع بعضهم البعض 43.0% من أصل المجموع الكلي للأسر، ونسبة 15.9% من الأسر كان لديها معيلات من الإناث دون وجود شريك، وكانت نسبة 35.2% من غير العائلات. تألفت نسبة 28.3% من أصل جميع الأسر من أفراد ونسبة 10.5% كانوا يعيش معهم شخص وحيد يبلغ من العمر 65 عاماً فما فوق. وبلغ متوسط حجم الأسرة المعيشية 3.05، أما متوسط حجم العائلات فبلغ 2.52.
بلغ العمر الوسطي للسكان 33 عاماً. وكانت نسبة 10.5% بين الثامنة عشرة والأربعة وعشرين عاماً، ونسبة 29.0% كانت واقعةً في الفئة العمرية ما بين الخامسة والعشرين والأربعة وأربعين عاماً، ونسبة 19.8% كانت ما بين الخامسة والأربعين والرابعة والستين، ونسبة 12.3% كانت ضمن فئة الخامسة والستين عاماً فما فوق. يوجد لكل 100 أنثى 99.6 ذكر، ويوجد لكل 100 أنثى في الثامنة عشر من عمرها فما فوق 98.8 ذكر.
بلغ متوسط دخل الأسرة في المدينة 29,722 دولار، أما متوسط دخل العائلة فبلغ 36,784 دولار. وكان متوسط دخل الذكور 36,271 دولار مقابل 23,750 دولار للإناث. وسجل دخل الفرد الخاص بالمدينة 15,162 دولار. وكانت نسبة 16.4% من العائلات ونسبة 19.8% من السكان تحت خط الفقر، وكان من هؤلاء نسبة 25.1% تحت سن الثامنة عشر ونسبة 11.2% في الخامسة والستين من العمر وما فوق.

### تعداد عام 2010
بلغ عدد سكان كيلسو 11,925 نسمة بحسب تعداد عام 2010، وبلغ عدد الأسر 4,720 أسرة وعدد العائلات 2,949 عائلة مقيمة في المدينة. في حين سجلت الكثافة السكانية 1,465.0 نسمة لكل ميل مربع (565.6/كم2). وبلغ عدد الوحدات السكنية 5,139 وحدة بمتوسط كثافة قدره 631.3 لكل ميل مربع (243.7/كم2).
وتوزع التركيب العرقي للمدينة بنسبة 85.2% من البيض و 2.1% من الأمريكيين الأصليين و 1.6% من الأمريكيين ذوي الأصول الآسيوية و 0.1% من سكان جزر المحيط الهادئ و 0.8% من الأمريكيين الأفارقة و 5.1% من عرقين مختلطين أو أكثر.
بلغ عدد الأسر 4,720 أسرة كانت نسبة 34.9% منها لديها أطفال تحت سن الثامنة عشر تعيش معهم، وبلغت نسبة الأزواج القاطنين مع بعضهم البعض 37.9% من أصل المجموع الكلي للأسر، ونسبة 17.4% من الأسر كان لديها معيلات من الإناث دون وجود شريك، بينما كانت نسبة 7.2% من الأسر لديها معيلون من الذكور دون وجود شريكة وكانت نسبة 37.5% من غير العائلات. تألفت نسبة 28.8% من أصل جميع الأسر من أفراد ونسبة 9.5% كانوا يعيش معهم شخص وحيد يبلغ من العمر 65 عاماً فما فوق. وبلغ متوسط حجم الأسرة المعيشية 3.05، أما متوسط حجم العائلات فبلغ 2.52.
بلغ العمر الوسطي للسكان 34.6 عاماً. وكانت نسبة 26.3% من القاطنين تحت سن الثامنة عشر، وكانت نسبة 10.3% بين الثامنة عشرة والأربعة وعشرين عاماً، ونسبة 26.7% كانت واقعةً في الفئة العمرية ما بين الخامسة والعشرين والأربعة وأربعين عاماً، ونسبة 24.8% كانت ما بين الخامسة والأربعين والرابعة والستين، ونسبة 11.7% كانت ضمن فئة الخامسة والستين عاماً فما فوق. وتوزع التركيب الجنسي للسكان بنسبة 48.8% ذكور و51.2% إناث.